# Giovannis Insel
Giovannis Insel (jap. ジョバンニの島, Giovanni no Shima) ist ein Anime-Film aus dem Jahr 2014. Die Produktion von Studio Production I.G wurde mehrfach ausgezeichnet. Die Geschichte über zwei japanische Brüder auf der Insel Schikotan unter sowjetischer Besatzung nach dem Zweiten Weltkrieg und ihre Freundschaft zu einem russischen Mädchen ist inspiriert vom Roman Ginga Tetsudō no Yoru, aus dem die Protagonisten selbst mehrfach lesen und ihre Fantasie davon beflügeln lassen.

## Handlung
Die beiden Brüder Kanta und Junpei Senō verleben auf Schikotan in den Kurilen eine glückliche Kindheit – Obwohl ihre Mutter früh gestorben ist und das Land sich im Zweiten Weltkrieg befindet. Doch ihr Vater Tatsuo, Großvater und der Fisher Genzo kümmern sich gut um die beiden und auf der abgelegenen Insel bekommt man von Krieg nichts mit. Das ändert sich erst kurz vor der Kapitulation, als die sowjetische Armee die Inselkette besetzt und sie nach der Kapitulation auch weiter hält. Die Senōs, nun auch mit dem zurückgekehrten Onkel Hideo, werden aus ihrem Haus vertrieben, in dem sich der Kommandant einquartiert, und müssen in einem Stall leben. Dennoch versucht die Familie, das Beste aus der Situation zu machen. Die beiden Brüder freunden sich sogar mit Tanya an, der Tochter des Kommandanten. Doch als herauskommt, dass ihr Vater heimlich Reis beschafft und an die Bevölkerung verteilt, wird er in ein Arbeitslager geschickt. Schließlich werden viele Japaner der Insel verwiesen, auch die beiden Brüder und ihr Onkel, zunächst nach Südsachalin gebracht und dann in das besetzte Japan. Dort wollen sie ihren Vater nicht aufgeben und begeben sich auf die Suche nach ihm.

## Produktion und Veröffentlichung
Der Film entstand bei Studio Production I.G unter der Regie von Mizuho Nishikubo. Das Drehbuch schrieben Shigemichi Sugita und Yoshiki Sakurai und die künstlerische Leitung lag bei Kōsuke Hayashi und Kunihiko Inaba. Das Charakterdesign entwarf Nobutake Ito und als Produzenten fungierten Tomoyuki Miyakawa und Yoshiki Sakurai. Die Musik wurde komponiert von Masashi Sada und für den Ton war Fusanobu Fujiyama verantwortlich. Die Geschichte wird aus der Perspektive der erwachsenen Sawako und Junpei erzählt, die zurück nach Schikotan reisen und sich an ihre Kindheit erinnern.
Der Anime kam am 22. Februar 2014 in die japanischen Kinos und wurde danach international auf diversen Festivals gezeigt: Am 22. März 2014 als erstes auf dem New York International Children's Film Festival, später beim Internationalen Trickfilm-Festival Stuttgart, London Film Festival, dem Anilogue in Ungarn, Cinesa in Spanien und 2015 schließlich auf dem Future Film Festival in Italien. Der Filmvertrieb lief über Warner Bros.
In Deutschland erschien der Film im Februar 2015 bei Universum Anime auf DVD. Madman Entertainment veröffentlichte den Anime in Australien und Neuseeland, wo AnimeLab den Film auch per Streaming zeigte. Bei Anime Limited erschien er auf den britischen Inseln, Kazé brachte eine französische Fassung heraus und 20th Century Fox eine spanische, die vom Sender Canal+ Xtra auch im Fernsehen gezeigt wurde. Mighty Media veröffentlichte eine chinesische Version auf Taiwan.

## Synchronisation
| Rolle                   | Japanische Sprecher (Seiyū) | Deutsche Sprecher      |
| ----------------------- | --------------------------- | ---------------------- |
| Kanta Senō              | Junya Taniai                | Claude Albert Heinrich |
| Junpei Senō             | Kota Yokoyama               | Ben Hadad              |
| Tanya                   | Polina Ilyushenko           | Daria Käufel           |
| Chief                   | Hiroshi Inuzuka             |                        |
| Mitchan                 | Kanako Yanagihara           | Almut Zydra            |
| Tatsuo Senō             | Masachika Ichimura          | Bernd Vollbrecht       |
| Genzō Senō              | Saburo Kitajima             | Kaspar Eichel          |
| Sawako                  | Yukie Nakama                | Gundi Eberhard         |
| Hideo                   | Yūsuke Santamaria           | Rainer Fritzsche       |
| Sawako (Gegenwart)      | Kaoru Yawagusa              | Barbara Adolph         |
| Junpei Senō (Gegenwart) | Tatsuya Nakadai             | Rüdiger Evers          |

## Rezeption
Giovannis Insel erhielt im Jahr nach seiner Veröffentlichung eine Reihe von Auszeichnungen:
- Satoshi Kon Award 2014
- Audience Award beim Fantasia Film Festival 2014
- Preis der Jury bei Scotland Loves Animation 2014
- Preis der Kinderjury und Preis der Erwachsenenjury beim Chicago Int’l Children’s Film Festival 2014
- Excellence Award beim Japan Media Arts Festival 2014
- Preis für den Besten Animationsfilm beim Mainichi Eiga Concours 2014
- Preis der Jury beim Imaginaria Filmfestival 2015

Die deutsche Zeitschrift AnimaniA nennt den Film eine Mischung „historischer Fakten mit fantastischer Fiktion“, die zwischen heiter und tragisch pendele und die Auswirkungen des Krieges ungeschminkt zeige. „Angst und Verzweiflung der japanischen Bevölkerung“ seien spürbar, als die Besetzung der Insel beginnt, aber es werden auch versöhnlichere Töne angeschlagen, die Freundschaft und Verbindung über Kulturen hinweg zeigen. Die Animationen seien auf hohem Niveau, insbesondere die Übergänge zwischen realer und fantastischer, mit CGI dargestellten Welt seien gelungen.